# 西班牙三鰭䲁
西班牙三鰭䲁（學名：Tripterygion tartessicum），為輻鰭魚綱䲁形目三鰭䲁科三鰭䲁屬的一個種，分布於中東大西洋西班牙南部至摩洛哥，包括地中海海域，深度0至6公尺，本魚體延長，體被櫛鱗，背鰭硬棘19-21枚、背鰭軟條12-13枚、臀鰭硬棘2枚、臀鰭軟條22-24枚，體長可達7.7公分，成魚棲息在藻類生長的岩石水域，雌魚產附著性卵在藻類築的巢，雄魚會守護卵，幼魚為浮游性，生活習性不明。